# Epamera oberthueri
Epamera oberthueri är en fjärilsart som beskrevs av Riley 1929. Epamera oberthueri ingår i släktet Epamera och familjen juvelvingar. Inga underarter finns listade i Catalogue of Life.